# Lista episoadelor din Violetta
Aceasta este lista episoadelor din serialul Violetta, marca Disney Channel. Aici sunt listate titlurile episoadelor, iar toate cele ce se termină în "una canción", conțin un cântec în spaniolă.

## Tabel premieri
| Sezon | Sezon | Episoade | Difuzare originală în America Latină | Difuzare originală în America Latină | Difuzare originală în România | Difuzare originală în România |
| Sezon | Sezon | Episoade | Primul episod                        | Ultimul episod                       | Primul episod                 | Ultimul episod                |
| ----- | ----- | -------- | ------------------------------------ | ------------------------------------ | ----------------------------- | ----------------------------- |
|       | 1     | 40       | 14 mai 2012                          | 6 iulie 2012                         | 18 februarie 2013             | 10 mai 2013                   |
|       | 1     | 40       | 3 septembrie 2012                    | 26 octombrie 2012                    | 10 iunie 2013                 | 30 august 2013                |
|       | 2     | 40       | 29 aprilie 2013                      | 21 iunie 2013                        | 21 octombrie 2013             | 31 ianuarie 2014              |
|       | 2     | 40       | 19 august 2013                       | 11 octombrie 2013                    | 3 februarie 2014              | 23 mai 2014                   |
|       | 3     | 40       | 28 iulie 2014                        | 17 octombrie 2014                    | 10 noiembrie 2014             | 13 februarie 2015             |
|       | 3     | 40       | 17 noiembrie 2014                    | 6 februarie 2015                     | 16 martie 2015                | 12 iunie 2015                 |

## Lista episoadelor

### Sezonul 1
Primul sezon este divizat în 2 părți. Prima parte (ep. 1-40) se intitulează "Su destino hoy" (în română "Soarta ei este acum"), iar a doua parte (ep. 41-80) se intitulează "Violetta está cambiando" 
| No. in serie                                               | No. in sezon | Titlu                                  | Premiera originală | Premiera în România |
| Su destino es hoy (în română "Soarta ei e acum")           |              |                                        |                    |                     |
| ---------------------------------------------------------- | ------------ | -------------------------------------- | ------------------ | ------------------- |
| 1                                                          | 1            | „Un sueño, una canción”                | 14 mai 2012        | 18 februarie 2013   |
| 2                                                          | 2            | „Un secreto, una canción”              | 15 mai 2012        | 19 februarie 2013   |
| 3                                                          | 3            | „Enamorarse, una canción”              | 16 mai 2012        | 20 februarie 2013   |
| 4                                                          | 4            | „Una desilusión, una canción”          | 17 mai 2012        | 21 februarie 2013   |
| 5                                                          | 5            | „Una sospecha, una canción”            | 18 mai 2012        | 22 februarie 2013   |
| 6                                                          | 6            | „Un engaño, una canción”               | 21 mai 2012        | 25 februarie 2013   |
| 7                                                          | 7            | „Una amenaza, una canción”             | 22 mai 2012        | 26 februarie 2013   |
| 8                                                          | 8            | „Una trampa, una canción”              | 23 mai 2012        | 27 februarie 2013   |
| 9                                                          | 9            | „Una rivalidad, una canción”           | 24 mai 2012        | 28 februarie 2013   |
| 10                                                         | 10           | „Una oportunidad, una canción”         | 25 mai 2012        | 1 martie 2013       |
| 11                                                         | 11           | „Enamorarse, una canción”              | 28 mai 2012        | 4 martie 2013       |
| 12                                                         | 12           | „Una oportunidad, una canción”         | 29 mai 2012        | 5 martie 2013       |
| 13                                                         | 13           | „Una sospecha, una canción”            | 30 mai 2012        | 6 martie 2013       |
| 14                                                         | 14           | „Un secreto, una canción”              | 31 mai 2012        | 7 martie 2013       |
| 15                                                         | 15           | „Un secreto, una canción”              | 1 iunie 2012       | 8 martie 2013       |
| 16                                                         | 16           | „Enamorarse, una canción”              | 4 iunie 2012       | 11 martie 2013      |
| 17                                                         | 17           | „Una desilusión, una canción”          | 5 iunie 2012       | 12 martie 2013      |
| 18                                                         | 18           | „Enamorarse, una canción”              | 6 iunie 2012       | 13 martie 2013      |
| 19                                                         | 19           | „Una trampa, una canción”              | 7 iunie 2012       | 14 martie 2013      |
| 20                                                         | 20           | „Una desilusión, una canción”          | 8 iunie 2012       | 15 martie 2013      |
| 21                                                         | 21           | „Un amigo, una canción”                | 11 iunie 2012      | 15 aprilie 2013     |
| 22                                                         | 22           | „Enamorarse, una canción”              | 12 iunie 2012      | 16 aprilie 2013     |
| 23                                                         | 23           | „Enamorarse, una canción”              | 13 iunie 2012      | 17 aprilie 2013     |
| 24                                                         | 24           | „Una oportunidad, una canción”         | 14 iunie 2012      | 18 aprilie 2013     |
| 25                                                         | 25           | „Enamorarse, una canción”              | 15 iunie 2012      | 19 aprilie 2013     |
| 26                                                         | 26           | „Una trampa, una canción”              | 18 iunie 2012      | 22 aprilie 2013     |
| 27                                                         | 27           | „Una desilusión, una canción”          | 19 iunie 2012      | 23 aprilie 2013     |
| 28                                                         | 28           | „Una rivalidad, una canción”           | 20 iunie 2012      | 24 aprilie 2013     |
| 29                                                         | 29           | „Una desilusión, una canción”          | 21 iunie 2012      | 25 aprilie 2013     |
| 30                                                         | 30           | „Una amenaza, una canción”             | 22 iunie 2012      | 26 aprilie 2013     |
| 31                                                         | 31           | „Una rivalidad, una canción”           | 25 iunie 2012      | 29 aprilie 2013     |
| 32                                                         | 32           | „Una desilusión, una canción”          | 26 iunie 2012      | 30 aprilie 2013     |
| 33                                                         | 33           | „Enamorarse, una canción”              | 27 iunie 2012      | 1 mai 2013          |
| 34                                                         | 34           | „Un beso, una canción”                 | 28 iunie 2012      | 2 mai 2013          |
| 35                                                         | 35           | „Una rivalidad, una canción”           | 29 iunie 2012      | 3 mai 2013          |
| 36                                                         | 36           | „Un engaño, una canción”               | 2 iulie 2012       | 6 mai 2013          |
| 37                                                         | 37           | „Una desilusión, una canción”          | 3 iulie 2012       | 7 mai 2013          |
| 38                                                         | 38           | „Una desilusión, una canción”          | 4 iulie 2012       | 8 mai 2013          |
| 39                                                         | 39           | „Una amenaza, una canción”             | 5 iulie 2012       | 9 mai 2013          |
| 40                                                         | 40           | „Una oportunidad, una canción”         | 6 iulie 2012       | 10 mai 2013         |
| Violetta está cambiando (în română "Schimbarea Violettei") |              |                                        |                    |                     |
| 41                                                         | 41           | „Habla si puedes”                      | 3 septembrie 2012  | 10 iunie 2013       |
| 42                                                         | 42           | „Un pacto, una canción”                | 4 septembrie 2012  | 11 iunie 2013       |
| 43                                                         | 43           | „Un error, una canción”                | 5 septembrie 2012  | 12 iunie 2013       |
| 44                                                         | 44           | „Una decisión, una canción”            | 6 septembrie 2012  | 13 iunie 2013       |
| 45                                                         | 45           | „Un susto, una canción”                | 7 septembrie 2012  | 14 iunie 2013       |
| 46                                                         | 46           | „Un acercamiento, una canción”         | 10 septembrie 2012 | 17 iunie 2013       |
| 47                                                         | 47           | „Una fiesta, una canción”              | 11 septembrie 2012 | 18 iunie 2013       |
| 48                                                         | 48           | „Una revelación, una canción”          | 12 septembrie 2012 | 19 iunie 2013       |
| 49                                                         | 49           | „Un alivio, una canción”               | 13 septembrie 2012 | 20 iunie 2013       |
| 50                                                         | 50           | „Una decepción, una canción”           | 14 septembrie 2012 | 21 iunie 2013       |
| 51                                                         | 51           | „Un ganador, una canción”              | 17 septembrie 2012 | 24 iunie 2013       |
| 52                                                         | 52           | „Un nuevo rumbo, una canción”          | 18 septembrie 2012 | 25 iunie 2013       |
| 53                                                         | 53           | „Una decepción, una canción”           | 19 septembrie 2012 | 26 iunie 2013       |
| 54                                                         | 54           | „Una charla, una canción”              | 20 septembrie 2012 | 27 iunie 2013       |
| 55                                                         | 55           | „Una nueva idea, una canción”          | 21 septembrie 2012 | 28 iunie 2013       |
| 56                                                         | 56           | „Un acercamiento, una canción”         | 24 septembrie 2012 | 1 iulie 2013        |
| 57                                                         | 57           | „Una competencia, una canción”         | 25 septembrie 2012 | 2 iulie 2013        |
| 58                                                         | 58           | „Un riesgo, una canción”               | 26 septembrie 2012 | 3 iulie 2013        |
| 59                                                         | 59           | „Una amenaza, una canción”             | 27 septembrie 2012 | 4 iulie 2013        |
| 60                                                         | 60           | „Un peligro, una canción”              | 28 septembrie 2012 | 5 iulie 2013        |
| 61                                                         | 61           | „Una mentira que crece, una canción”   | 1 octombrie 2012   | 5 august 2013       |
| 62                                                         | 62           | „Una mentira que crece, una canción”   | 2 octombrie 2012   | 6 august 2013       |
| 63                                                         | 63           | „Un peligro, una canción”              | 3 octombrie 2012   | 7 august 2013       |
| 64                                                         | 64           | „El voto del público, una canción”     | 4 octombrie 2012   | 8 august 2013       |
| 65                                                         | 65           | „Una venganza, una canción”            | 5 octombrie 2012   | 9 august 2013       |
| 66                                                         | 66           | „Una definición, una canción”          | 8 octombrie 2012   | 12 august 2013      |
| 67                                                         | 67           | „Una definición, una canción”          | 9 octombrie 2012   | 13 august 2013      |
| 68                                                         | 68           | „Una revelación, una canción”          | 10 octombrie 2012  | 14 august 2013      |
| 69                                                         | 69           | „Una final, una canción”               | 11 octombrie 2012  | 15 august 2013      |
| 70                                                         | 70           | „Un ganador, una canción”              | 12 octombrie 2012  | 16 august 2013      |
| 71                                                         | 71           | „Una confesión, una canción”           | 15 octombrie 2012  | 19 august 2013      |
| 72                                                         | 72           | „Una desilusión, una canción”          | 16 octombrie 2012  | 20 august 2013      |
| 73                                                         | 73           | „Una segunda chance, una canción”      | 17 octombrie 2012  | 21 august 2013      |
| 74                                                         | 74           | „Una decisión, una canción”            | 18 octombrie 2012  | 22 august 2013      |
| 75                                                         | 75           | „Una revelación, una canción”          | 19 octombrie 2012  | 23 august 2013      |
| 76                                                         | 76           | „Una decisión apresurada, una canción” | 22 octombrie 2012  | 26 august 2013      |
| 77                                                         | 77           | „Un ultimátum, una canción”            | 23 octombrie 2012  | 27 august 2013      |
| 78                                                         | 78           | „Una decisión amorosa, una canción”    | 24 octombrie 2012  | 28 august 2013      |
| 79                                                         | 79           | „Un peligro, una canción”              | 25 octombrie 2012  | 29 august 2013      |
| 80                                                         | 80           | „Un final, una canción”                | 26 octombrie 2012  | 30 august 2013      |

### Sezonul 2
Sezonul 2, la fel ca și primul sezon, este împărțit în două. Prima parte se intitulează "Todo vuelvue a comenzar" (în română "Totul începe din nou"), iar partea 2 se intitulează "Un sueño a todo volumen" (în română "Un vis cu voce tare").
| No. in serie                                              | No. in sezon | Titlu                                    | Premiera originală | Premiera în România |
| Todo vuelve a comenzar (în română "Totul începe din nou") |              |                                          |                    |                     |
| --------------------------------------------------------- | ------------ | ---------------------------------------- | ------------------ | ------------------- |
| 81                                                        | 1            | „Un retorno, una canción”                | 29 aprilie 2013    | 21 octombrie 2013   |
| 82                                                        | 2            | „Un nuevo amor, una canción”             | 30 aprilie 2013    | 22 octombrie 2013   |
| 83                                                        | 3            | „Un nuevo secreto, una canción”          | 1 mai 2013         | 23 octombrie 2013   |
| 84                                                        | 4            | „Una decisión apresurada, una canción”   | 2 mai 2013         | 24 octombrie 2013   |
| 85                                                        | 5            | „Un pacto, una canción”                  | 3 mai 2013         | 25 octombrie 2013   |
| 86                                                        | 6            | „Una venganza, una canción”              | 6 mai 2013         | 28 octombrie 2013   |
| 87                                                        | 7            | „Una voz, una canción”                   | 7 mai 2013         | 29 octombrie 2013   |
| 88                                                        | 8            | „Un nuevo cuarto, una canción”           | 8 mai 2013         | 30 octombrie 2013   |
| 89                                                        | 9            | „Una fiesta, una canción”                | 9 mai 2013         | 31 octombrie 2013   |
| 90                                                        | 10           | „Un riesgo, una canción”                 | 10 mai 2013        | 1 noiembrie 2013    |
| 91                                                        | 11           | „Una estrella, una canción”              | 13 mai 2013        | 4 noiembrie 2013    |
| 92                                                        | 12           | „Una final, una canción”                 | 14 mai 2013        | 5 noiembrie 2013    |
| 93                                                        | 13           | „Una guerra, una canción”                | 15 mai 2013        | 6 noiembrie 2013    |
| 94                                                        | 14           | „Un retorno, una canción”                | 16 mai 2013        | 7 noiembrie 2013    |
| 95                                                        | 15           | „Una estrella, una canción”              | 17 mai 2013        | 8 noiembrie 2013    |
| 96                                                        | 16           | „Una estrella, una canción”              | 20 mai 2013        | 11 noiembrie 2013   |
| 97                                                        | 17           | „Una venganza, una canción”              | 21 mai 2013        | 12 noiembrie 2013   |
| 98                                                        | 18           | „Un Gregorio, una canción”               | 22 mai 2013        | 13 noiembrie 2013   |
| 99                                                        | 19           | „Una voz, una canción”                   | 23 mai 2013        | 14 noiembrie 2013   |
| 100                                                       | 20           | „Una nueva chica, una canción”           | 24 mai 2013        | 15 noiembrie 2013   |
| 101                                                       | 21           | „Un amigo, una canción”                  | 27 mai 2013        | 18 noiembrie 2013   |
| 102                                                       | 22           | „Una trampa, una canción”                | 28 mai 2013        | 19 noiembrie 2013   |
| 103                                                       | 23           | „Una desilusión, una canción”            | 29 mai 2013        | 20 noiembrie 2013   |
| 104                                                       | 24           | „Una amenaza, una canción”               | 30 mai 2013        | 21 noiembrie 2013   |
| 105                                                       | 25           | „Una final, una canción”                 | 31 mai 2013        | 22 noiembrie 2013   |
| 106                                                       | 26           | „Un beso, una canción”                   | 3 iunie 2013       | 13 ianuarie 2014    |
| 107                                                       | 27           | „Una noticia, una canción”               | 4 iunie 2013       | 14 ianuarie 2014    |
| 108                                                       | 28           | „Un nuevo amor, una canción”             | 5 iunie 2013       | 15 ianuarie 2014    |
| 109                                                       | 29           | „Una desilusión, una canción”            | 6 iunie 2013       | 16 ianuarie 2014    |
| 110                                                       | 30           | „Una voz, una canción”                   | 7 iunie 2013       | 17 ianuarie 2014    |
| 111                                                       | 31           | „Un amigo, una canción”                  | 10 iunie 2013      | 20 ianuarie 2014    |
| 112                                                       | 32           | „Una amistad, una canción”               | 11 iunie 2013      | 21 ianuarie 2014    |
| 113                                                       | 33           | „Una decisión apresurada, una canción”   | 12 iunie 2013      | 22 ianuarie 2014    |
| 114                                                       | 34           | „Una desilusión, una canción”            | 13 iunie 2013      | 23 ianuarie 2014    |
| 115                                                       | 35           | „Un Gregorio, una canción”               | 14 iunie 2013      | 24 ianuarie 2014    |
| 116                                                       | 36           | „Una voz, una canción”                   | 17 iunie 2013      | 27 ianuarie 2014    |
| 117                                                       | 37           | „Una desilusión, una canción”            | 18 iunie 2013      | 28 ianuarie 2014    |
| 118                                                       | 38           | „Una desilusión, una canción”            | 19 iunie 2013      | 29 ianuarie 2014    |
| 119                                                       | 39           | „Un nuevo amor, una canción”             | 20 iunie 2013      | 30 ianuarie 2014    |
| 120                                                       | 40           | „Un show, una canción”                   | 21 iunie 2013      | 31 ianuarie 2014    |
| Un sueño a todo volumen (în română "Un vis cu voce tare") |              |                                          |                    |                     |
| 121                                                       | 41           | „Una voz, una canción”                   | 19 august 2013     | 3 februarie 2014    |
| 122                                                       | 42           | „Una oportunidad, una canción”           | 20 august 2013     | 4 februarie 2014    |
| 123                                                       | 43           | „Una verdad, una canción”                | 21 august 2013     | 5 februarie 2014    |
| 124                                                       | 44           | „Una trampa, una canción”                | 22 august 2013     | 6 februarie 2014    |
| 125                                                       | 45           | „Una rivalidad, una canción”             | 23 august 2013     | 7 februarie 2014    |
| 126                                                       | 46           | „Un retorno, una canción”                | 26 august 2013     | 10 martie 2014      |
| 127                                                       | 47           | „Una desilusión, una canción”            | 27 august 2013     | 11 martie 2014      |
| 128                                                       | 48           | „Un amigo, una canción”                  | 28 august 2013     | 12 martie 2014      |
| 129                                                       | 49           | „Un nuevo secreto, una canción”          | 29 august 2013     | 13 martie 2014      |
| 130                                                       | 50           | „Una sorpresa, una canción”              | 30 august 2013     | 14 martie 2014      |
| 131                                                       | 51           | „Una final, una canción”                 | 2 septembrie 2013  | 17 martie 2014      |
| 132                                                       | 52           | „Una sorpresa, una canción”              | 3 septembrie 2013  | 18 martie 2014      |
| 133                                                       | 53           | „Un amor, una canción”                   | 4 septembrie 2013  | 19 martie 2014      |
| 134                                                       | 54           | „Un beso, una canción”                   | 5 septembrie 2013  | 20 martie 2014      |
| 135                                                       | 55           | „Una rivalidad, una canción”             | 6 septembrie 2013  | 21 martie 2014      |
| 136                                                       | 56           | „Una decisión apresurada, una canción”   | 9 septembrie 2013  | 24 martie 2014      |
| 137                                                       | 57           | „Una desilusión, una canción”            | 10 septembrie 2013 | 25 martie 2014      |
| 138                                                       | 58           | „Una guerra, una canción”                | 11 septembrie 2013 | 26 martie 2014      |
| 139                                                       | 59           | „Un ganador, una canción”                | 12 septembrie 2013 | 27 martie 2014      |
| 140                                                       | 60           | „Un secreto se ha revelado, una canción” | 13 septembrie 2013 | 28 martie 2014      |
| 141                                                       | 61           | „Una desilusión, una canción”            | 16 septembrie 2013 | 31 martie 2014      |
| 142                                                       | 62           | „Una amenaza, una canción”               | 17 septembrie 2013 | 1 aprilie 2014      |
| 143                                                       | 63           | „Una desilusión, una canción”            | 18 septembrie 2013 | 2 aprilie 2014      |
| 144                                                       | 64           | „Un retorno, una canción”                | 19 septembrie 2013 | 3 aprilie 2014      |
| 145                                                       | 65           | „Una guerra de bandas, una canción”      | 20 septembrie 2013 | 4 aprilie 2014      |
| 146                                                       | 66           | „Una mala noticia, una canción”          | 23 septembrie 2013 | 5 mai 2014          |
| 147                                                       | 67           | „Nuestro camino, una canción”            | 24 septembrie 2013 | 6 mai 2014          |
| 148                                                       | 68           | „Una desilusión, una canción”            | 25 septembrie 2013 | 7 mai 2014          |
| 149                                                       | 69           | „Una estrella está triste, una canción”  | 26 septembrie 2013 | 8 mai 2014          |
| 150                                                       | 70           | „Un ganador, una canción”                | 27 septembrie 2013 | 9 mai 2014          |
| 151                                                       | 71           | „Un viaje rumbo a España, una canción”   | 30 septembrie 2013 | 12 mai 2014         |
| 152                                                       | 72           | „Un problema, una canción”               | 1 octombrie 2013   | 13 mai 2014         |
| 153                                                       | 73           | „Una sospecha, una canción”              | 2 octombrie 2013   | 14 mai 2014         |
| 154                                                       | 74           | „Enamorarse, una canción”                | 3 octombrie 2013   | 15 mai 2014         |
| 155                                                       | 75           | „Un secreto se ha revelado, una canción” | 4 octombrie 2013   | 16 mai 2014         |
| 156                                                       | 76           | „Una desilusión, una canción”            | 7 octombrie 2013   | 19 mai 2014         |
| 157                                                       | 77           | „Un enfrentamiento, una canción”         | 8 octombrie 2013   | 20 mai 2014         |
| 158                                                       | 78           | „Una buena noticia, una canción”         | 9 octombrie 2013   | 21 mai 2014         |
| 159                                                       | 79           | „Una decisión apresurada, una canción”   | 10 octombrie 2013  | 22 mai 2014         |
| 160                                                       | 80           | „Un final, una canción”                  | 11 octombrie 2013  | 23 mai 2014         |

### Sezonul 3
Al treilea sezon va avea premiera pe data de 28 iulie 2014. Prima parte a sezonului este intitulată "Un nuevo sueño" (în română "Un nou vis").
| No. in serie                                         | No. in sezon | Titlu in spaniolă                            | Premiera originală | Premiera în România |
| Un nuevo sueño (în română "Un nou vis")              |              |                                              |                    |                     |
| ---------------------------------------------------- | ------------ | -------------------------------------------- | ------------------ | ------------------- |
| 161                                                  | 1            | „Un regreso, una canción”                    | 28 iulie 2014      | 10 noiembrie 2014   |
| 162                                                  | 2            | „Un cumpleaños, una canción”                 | 29 iulie 2014      | 11 noiembrie 2014   |
| 163                                                  | 3            | „Una bienvenida, una canción”                | 30 iulie 2014      | 12 noiembrie 2014   |
| 164                                                  | 4            | „Un romance, una canción”                    | 31 iulie 2014      | 13 noiembrie 2014   |
| 165                                                  | 5            | „Una cita, una canción”                      | 1 august 2014      | 14 noiembrie 2014   |
| 166                                                  | 6            | „Una desilusión, una canción”                | 4 august 2014      | 17 noiembrie 2014   |
| 167                                                  | 7            | „Un nuevo romance, una canción”              | 5 august 2014      | 18 noiembrie 2014   |
| 168                                                  | 8            | „Un problema, una canción”                   | 6 august 2014      | 19 noiembrie 2014   |
| 169                                                  | 9            | „Una rivalidad, una canción”                 | 7 august 2014      | 20 noiembrie 2014   |
| 170                                                  | 10           | „Una inauguración, una canción”              | 8 august 2014      | 21 noiembrie 2014   |
| 171                                                  | 11           | „Una decepción, una canción”                 | 11 august 2014     | 24 noiembrie 2014   |
| 172                                                  | 12           | „Una decisión apresurada, una canción”       | 12 august 2014     | 25 noiembrie 2014   |
| 173                                                  | 13           | „Un romance esta mal, una canción”           | 13 august 2014     | 26 noiembrie 2014   |
| 174                                                  | 14           | „Un reencuentro, una canción”                | 14 august 2014     | 27 noiembrie 2014   |
| 175                                                  | 15           | „Un problema, una canción”                   | 15 august 2014     | 28 noiembrie 2014   |
| 176                                                  | 16           | „Una rivalidad, una canción”                 | 18 august 2014     | 1 decembrie 2014    |
| 177                                                  | 17           | „Una noticia, una canción”                   | 19 august 2014     | 2 decembrie 2014    |
| 178                                                  | 18           | „Un enfrentamiento, una canción”             | 20 august 2014     | 3 decembrie 2014    |
| 179                                                  | 19           | „Una charla, una canción”                    | 21 august 2014     | 4 decembrie 2014    |
| 180                                                  | 20           | „Una gira que lo cambió todo, una canción”   | 22 august 2014     | 5 decembrie 2014    |
| 181                                                  | 21           | „Una muerte, una canción”                    | 22 septembrie 2014 | 19 ianuarie 2015    |
| 182                                                  | 22           | „Una desilusión, una canción”                | 23 septembrie 2014 | 20 ianuarie 2015    |
| 183                                                  | 23           | „Un reencuentro, una canción”                | 24 septembrie 2014 | 21 ianuarie 2015    |
| 184                                                  | 24           | „Un disfraz, una canción”                    | 25 septembrie 2014 | 22 ianuarie 2015    |
| 185                                                  | 25           | „Un problema, una canción”                   | 26 septembrie 2014 | 23 ianuarie 2015    |
| 186                                                  | 26           | „Un desamor, una canción”                    | 29 septembrie 2014 | 26 ianuarie 2015    |
| 187                                                  | 27           | „Una unión, una canción”                     | 30 septembrie 2014 | 27 ianuarie 2015    |
| 188                                                  | 28           | „Un peligro, una canción”                    | 1 octombrie 2014   | 28 ianuarie 2015    |
| 189                                                  | 29           | „Una renuncia, una canción”                  | 2 octombrie 2014   | 29 ianuarie 2015    |
| 190                                                  | 30           | „Un casamiento, una canción”                 | 3 octombrie 2014   | 30 ianuarie 2015    |
| 191                                                  | 31           | „Una mentira que crece, una canción”         | 6 octombrie 2014   | 2 februarie 2015    |
| 192                                                  | 32           | „Una decisión, una canción”                  | 7 octombrie 2014   | 3 februarie 2015    |
| 193                                                  | 33           | „Un por amor, una canción”                   | 8 octombrie 2014   | 4 februarie 2015    |
| 194                                                  | 34           | „Un secreto, una canción”                    | 9 octombrie 2014   | 5 februarie 2015    |
| 195                                                  | 35           | „Una mentira al descubierto, una canción”    | 10 octombrie 2014  | 6 februarie 2015    |
| 196                                                  | 36           | „Una mentira está por terminar, una canción” | 13 octombrie 2014  | 9 februarie 2015    |
| 197                                                  | 37           | „Un amor está en peligro, una canción”       | 14 octombrie 2014  | 10 februarie 2015   |
| 198                                                  | 38           | „Todo por un amor, una canción”              | 15 octombrie 2014  | 11 februarie 2015   |
| 199                                                  | 39           | „Una estrella esta triste, una canción”      | 16 octombrie 2014  | 12 februarie 2015   |
| 200                                                  | 40           | „Una mentira ha terminado, una canción”      | 17 octombrie 2014  | 13 februarie 2015   |
| El sueño continúa (in English "The dream continues") |              |                                              |                    |                     |
| 201                                                  | 41           | „Un error que no tiene perdón, una canción”  | 17 noiembrie 2014  | 16 martie 2015      |
| 202                                                  | 42           | „El amor nose ha perdido, una canción”       | 18 noiembrie 2014  | 17 martie 2015      |
| 203                                                  | 43           | „Un plan para separarlos, una canción”       | 19 noiembrie 2014  | 18 martie 2015      |
| 204                                                  | 44           | „Un plan esta punto de saberse, una canción” | 20 noiembrie 2014  | 19 martie 2015      |
| 205                                                  | 45           | „Una relación salio a la luz, una canción”   | 21 noiembrie 2014  | 20 martie 2015      |
| 206                                                  | 46           | „Una amistad esta en peligro, una canción”   | 24 noiembrie 2014  | 23 martie 2015      |
| 207                                                  | 47           | „Una amistad esta en peligro, una canción”   | 25 noiembrie 2014  | 24 martie 2015      |
| 208                                                  | 48           | „Una verdad, una canción”                    | 26 noiembrie 2014  | 25 martie 2015      |
| 209                                                  | 49           | „Una verdad que duele, una canción”          | 27 noiembrie 2014  | 26 martie 2015      |
| 210                                                  | 50           | „Una reconciliación, una canción”            | 28 noiembrie 2014  | 27 martie 2015      |
| 211                                                  | 51           | „Un error, una canción”                      | 1 decembrie 2014   | 30 martie 2015      |
| 212                                                  | 52           | „Una verdad, una canción”                    | 2 decembrie 2014   | 31 martie 2015      |
| 213                                                  | 53           | „Una decisión apresurada, una canción”       | 3 decembrie 2014   | 1 aprilie 2015      |
| 214                                                  | 54           | „Una amenaza, una canción”                   | 4 decembrie 2014   | 2 aprilie 2015      |
| 215                                                  | 55           | „Una verdad salio a la luz, una canción”     | 5 decembrie 2014   | 3 aprilie 2015      |
| 216                                                  | 56           | „Un sueño se hace realidad, una canción”     | 8 decembrie 2014   | 6 aprilie 2015      |
| 217                                                  | 57           | „Un reencuentro, una canción”                | 9 decembrie 2014   | 7 aprilie 2015      |
| 218                                                  | 58           | „Una reconciliación, una canción”            | 10 decembrie 2014  | 8 aprilie 2015      |
| 219                                                  | 59           | „Una charla, una canción”                    | 11 decembrie 2014  | 9 aprilie 2015      |
| 220                                                  | 60           | „Un beso, una canción”                       | 12 decembrie 2014  | 10 aprilie 2015     |
| 221                                                  | 61           | „Un amigo, una canción”                      | 12 ianuarie 2015   | 18 mai 2015         |
| 222                                                  | 62           | „Una verdad sobre Priscila, una canción”     | 13 ianuarie 2015   | 19 mai 2015         |
| 223                                                  | 63           | „Un retorno, una canción”                    | 14 ianuarie 2015   | 20 mai 2015         |
| 224                                                  | 64           | „Un camino a elegir, una canción”            | 15 ianuarie 2015   | 21 mai 2015         |
| 225                                                  | 65           | „Una conclusión, una canción”                | 16 ianuarie 2015   | 22 mai 2015         |
| 226                                                  | 66           | „Una trampa, una canción”                    | 19 ianuarie 2015   | 25 mai 2015         |
| 227                                                  | 67           | „Una sospecha, una canción”                  | 20 ianuarie 2015   | 26 mai 2015         |
| 228                                                  | 68           | „Una verdad salió a la luz, una canción”     | 21 ianuarie 2015   | 27 mai 2015         |
| 229                                                  | 69           | „Una visita, una canción”                    | 22 ianuarie 2015   | 28 mai 2015         |
| 230                                                  | 70           | „Un explicación, una canción”                | 23 ianuarie 2015   | 29 mai 2015         |
| 231                                                  | 71           | „Un confesión, una canción”                  | 26 ianuarie 2015   | 1 iunie 2015        |
| 232                                                  | 72           | „Una revelación, una canción”                | 27 ianuarie 2015   | 2 iunie 2015        |
| 233                                                  | 73           | „Un descubrimiento, una canción”             | 28 ianuarie 2015   | 3 iunie 2015        |
| 234                                                  | 74           | „Una verdad, una canción”                    | 29 ianuarie 2015   | 4 iunie 2015        |
| 235                                                  | 75           | „Una buena noticia, una canción”             | 30 ianuarie 2015   | 5 iunie 2015        |
| 236                                                  | 76           | „Una comprensión, una canción”               | 2 februarie 2015   | 8 iunie 2015        |
| 237                                                  | 77           | „Abrázame y verá”                            | 3 februarie 2015   | 9 iunie 2015        |
| 238                                                  | 78           | „Un viaje, una canción”                      | 4 februarie 2015   | 10 iunie 2015       |
| 239                                                  | 79           | „Un amor verdadero, una canción”             | 5 februarie 2015   | 11 iunie 2015       |
| 240                                                  | 80           | „Una última canción”                         | 6 februarie 2015   | 12 iunie 2015       |